# Потапенко Олексій Григорович
Олексій Григорович Потапенко (нар. 4 серпня 1939, Вовчанськ) — український живописець; член Чернігівської організації Спілки радянських художників України з 1990 року. Заслужений художник України з 2009 року.

## Біографія
Народився 4 серпня 1939 року в місті Вовчанську (нині Чугуївський район Харківської області, Україна). Здобув середню освіту.
Живе в Чернігові, в будинку на проспекті Перемоги, № 203, квартира № 18. 23 жовтня 2015 року, Указом Президента України, йому призначено довічну державну стипендію, як видатному діячу мистецтва.

## Творчість
Працює в галузі станкового і монументального живопису. Серед робіт:
- «Вечір на Дніпрі» (1989, полотно, олія);
- «Двоє» (1990, полотно, олія);
- «Чорний кіт» (1990, полотно, олія);
- «Осінній день» (1993, полотно, олія);
- «Автопортрет» (1996, полотно, олія);
- «Місячна ніч на Дніпрі» (1997, полотно, олія);
- «У вирій» (2004);
- «Обід на жнивах» (2009);
- «Ворота» (2011).